# Pinnau

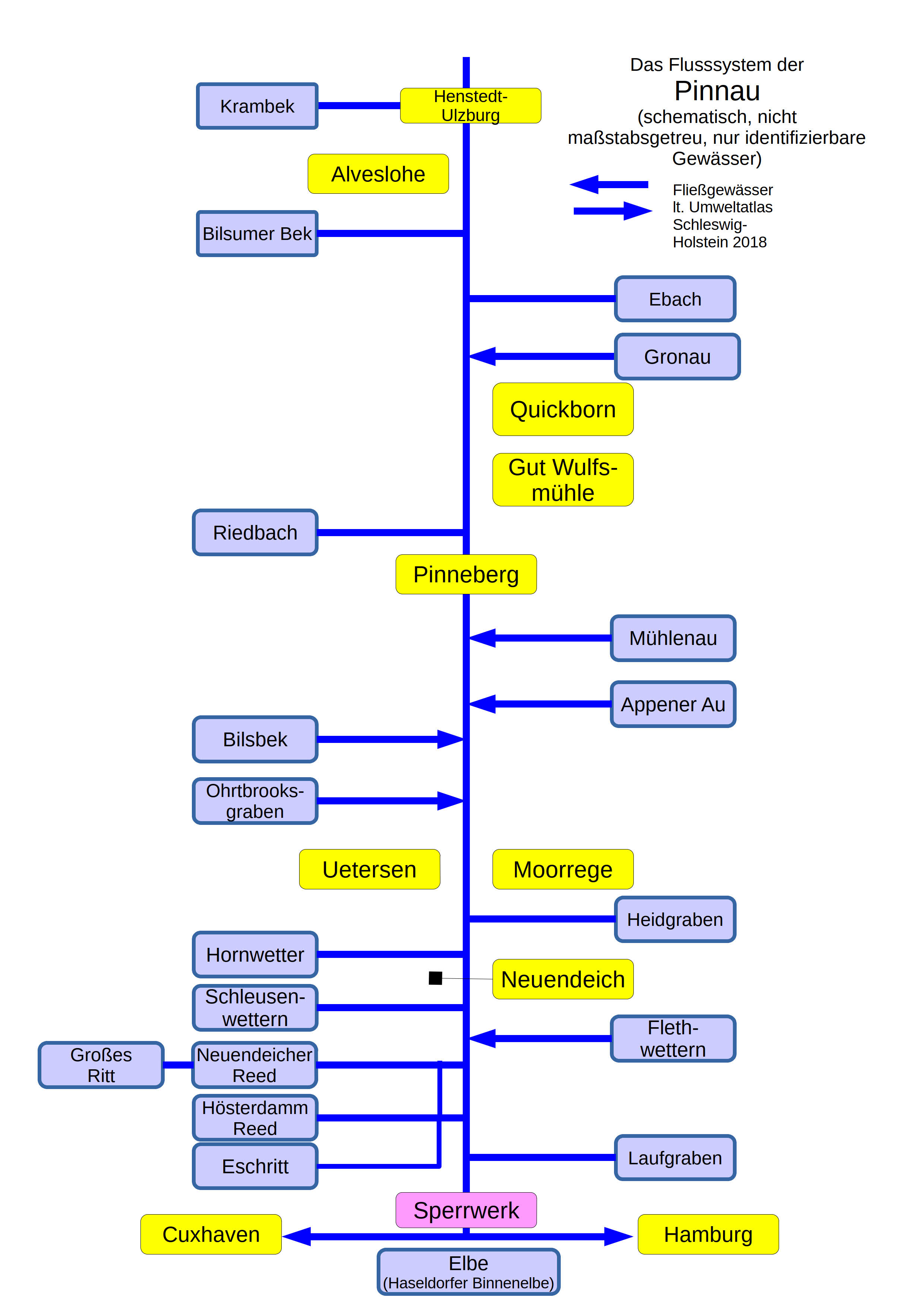
Das Flusssystem der Pinnau (schematisch)

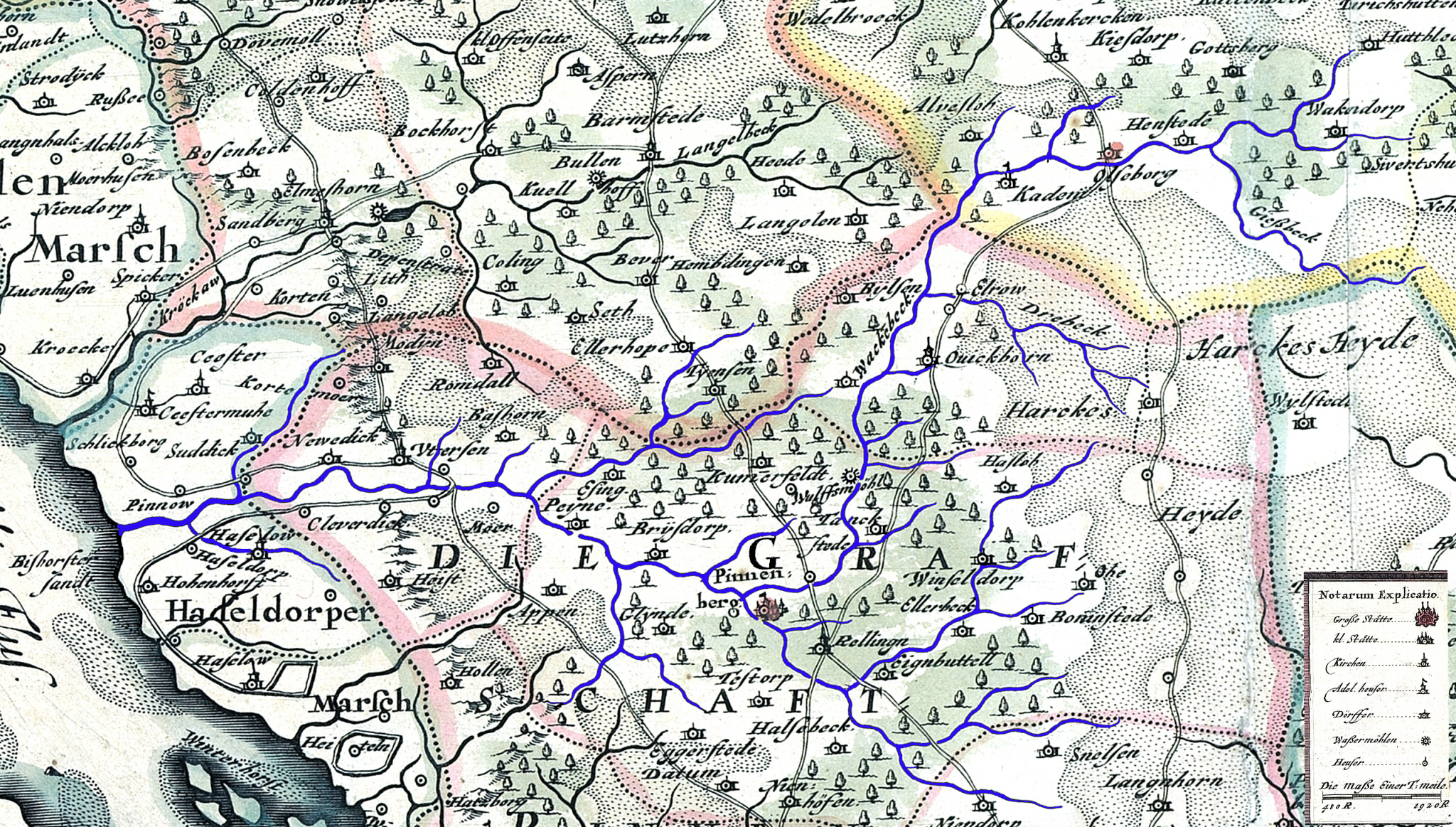
Die Pinnau um 1650 mit allen Nebenarmen und Nebenflüssen

Die Pinnau ist ein rund 41 km langer, rechtsseitiger bzw. östlicher Nebenfluss der Elbe im südlichen Teil von Schleswig-Holstein (Deutschland). Vom Fließgewässertyp her handelt es sich um ein Marschengewässer (Typ 22).

## Verlauf
Die Pinnau entspringt in Henstedt-Ulzburg, fließt anfangs nach Süden und ab Pinneberg nach Westen und mündet im Gemeindegebiet von Haselau von Osten kommend in die von Südosten heranfließende Elbe.
In ihrem Unterlauf bildet die Pinnau die Grenze zwischen der Haseldorfer Marsch im Süden und der Seestermüher Marsch im Norden.

## Hydrologie
Der Wasserstand der Pinnau ist bis Pinneberg gezeitenabhängig, da die vom Tidehub beeinflusste Mündungsstrecke der Elbe das Wasser in die Flussmündungen drückt. Seit 1969 schützt ein Sperrwerk an der Mündung das Hinterland vor Sturmfluten.

## Nebenflüsse
Nebenflüsse der Pinnau sind unter anderem:
- Krambek, erster Nebenfluss der Pinnau
- Bilsener Bek, zweiter und rechter Nebenfluss der Pinnau
- Ebach, mündet links in Ellerau
- Gronau, mündet links zwischen Ellerau und Quickborn
- Riedbach, mündet rechts in Pinneberg
- Mühlenau, mündet links in Pinneberg
- Appener Au (Beek), mündet links in Appen
- Bilsbek, mündet rechts zwischen Prisdorf und Tornesch
- Ohrtbrookgraben, mündet rechts zwischen Tornesch und Uetersen.

## Name
Die Pinnau wurde früher auch Ütristina und später Aue to Ueterst genannt. 1650 taucht in den schriftlichen Aufzeichnungen erstmals der Name Pinnaw (Pinnau) auf. Der Name ist altpolabisch und bedeutet „Ort, an dem es Baumstämme gibt“ (*Pin’ov).

## Geschichte
Bei der Allerkindleinsflut am 28. Dezember 1248 änderte sie ihren Lauf in das heutige Pinnaubett.
Über die Pinnau führt auch die zweitälteste funktionstüchtige Drehbrücke Deutschlands, die Drehbrücke Klevendeich, die 1887 im Moorreger Ortsteil Klevendeich erbaut wurde und als ein Kulturdenkmal unter Denkmalschutz steht.
Bis Anfang 1960 gehörte der Fluss zu den am stärksten verschmutzten Flüssen Deutschlands, die Wasserqualität hat sich jedoch in der Zwischenzeit wieder deutlich verbessert.
Nach unwetterartigen Niederschlägen der Tiefdruckgebiete „Freia I bis IV“ im Dezember 2014 erreichte die Pinnau, zusammen mit der Krückau und der Stör, die höchsten dort je gemessenen Pegelwerte (2,30 Meter über Mittelwasser). Diese hatten Schleswig-Holstein in den Tagen bis Heiligabend deutlich mehr Regen beschert, als dem Monatsmittel im Dezember.

## Bundeswasserstraße
Die Pinnau (Pi) ist eine Bundeswasserstraße im Zuständigkeitsbereich des Wasserstraßen- und Schifffahrtsamt Elbe-Nordsee von der Südwestkante der Eisenbahnbrücke in Pinneberg bis zur Mündung in die Pagensander Nebenelbe mit km 18,81, bei Elbe-km 658,99. Sie zählt zu den Binnenwasserstraßen, auf denen die Seeschifffahrtsstraßen-Ordnung gilt.
Von 1886 bis zur Jahrhundertwende wurde die Pinnau von der Mündung bis Pinneberg ausgebaut und dabei stark begradigt. Nach 1930 gab es weitere Ausbaumaßnahmen unterhalb von Uetersen. 1957–1962 wurde die stark gewundene Mündungsstrecke begradigt und ein 1 km langer Leitdamm angelegt.
Das 1969 errichtete Sturmflutsperrwerk hat eine 20 m breite Schifffahrtsöffnung mit Stemmtoren, die beiden seitlichen je 8 m breiten Öffnungen haben Hubschütze als Verschlussorgane.
Es wird zurzeit diskutiert, ob nach Bau der sog. Westumgehung von Pinneberg die Pinnau den Status einer Bundeswasserstraße auf dem Teilstück zwischen Pinneberg und Uetersen verlieren soll, da seit etwa 1930 nur die rd. 8 km unterhalb Uetersen für die gewerbliche Schifffahrt Bedeutung haben.
Aufgrund von Schlickablagerungen wird die Pinnau seit Ostern 2017 nicht mehr von gewerblichen Schiffen befahren, die bisher die Feldmühle mit Papier-Rohstoffen versorgte.

## Galerie

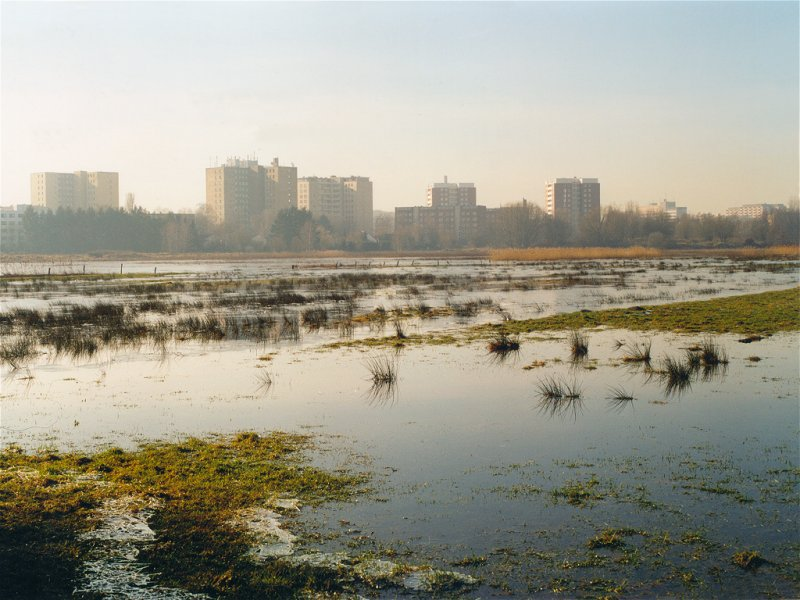
Pinnauniederung bei Pinneberg
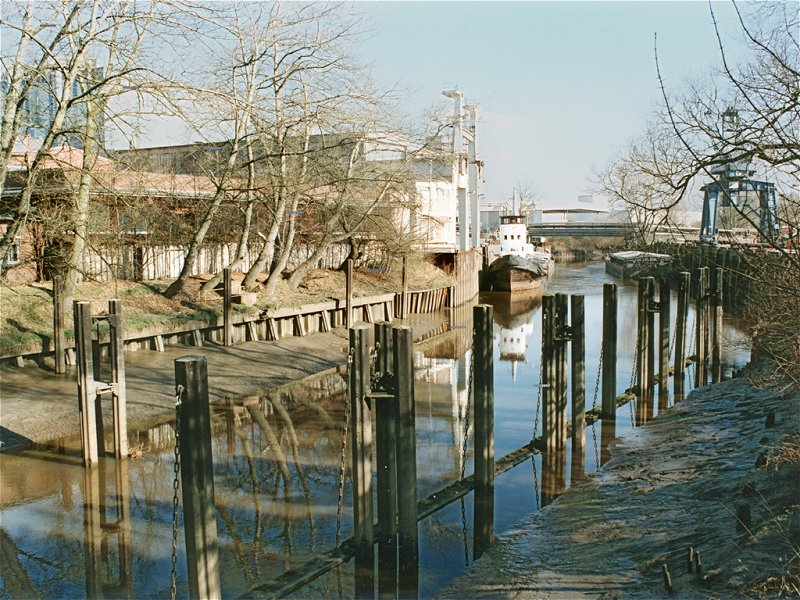
Pinnauhafen der Storawerke in Uetersen
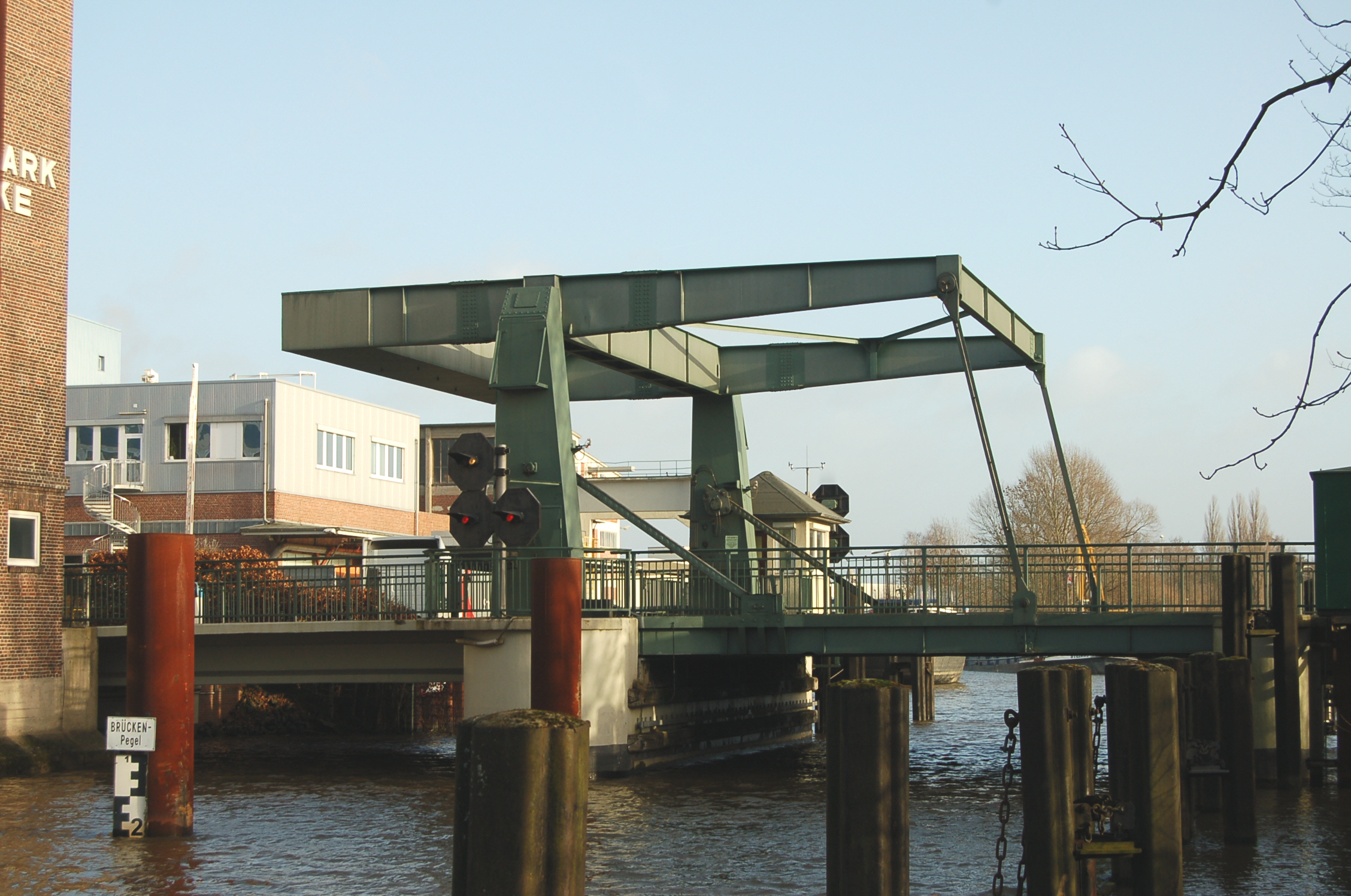
Die Klappbrücke über die Pinnau in Uetersen
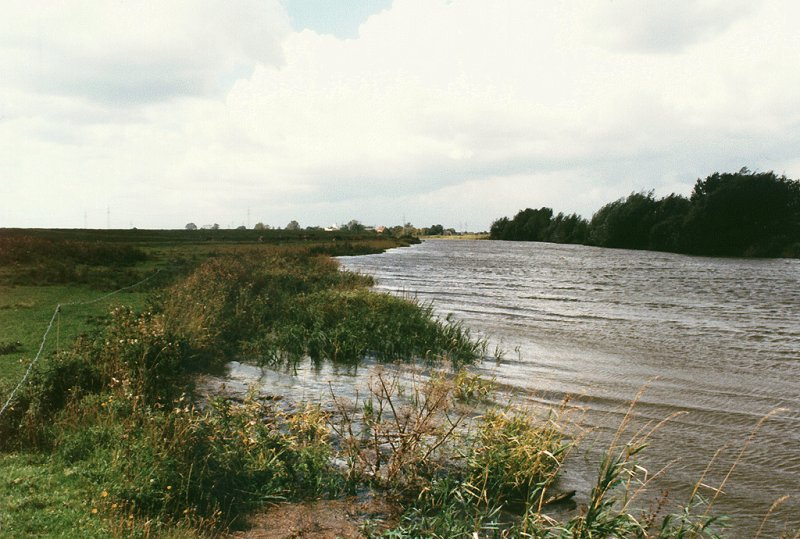
Pinnau unterhalb von Uetersen
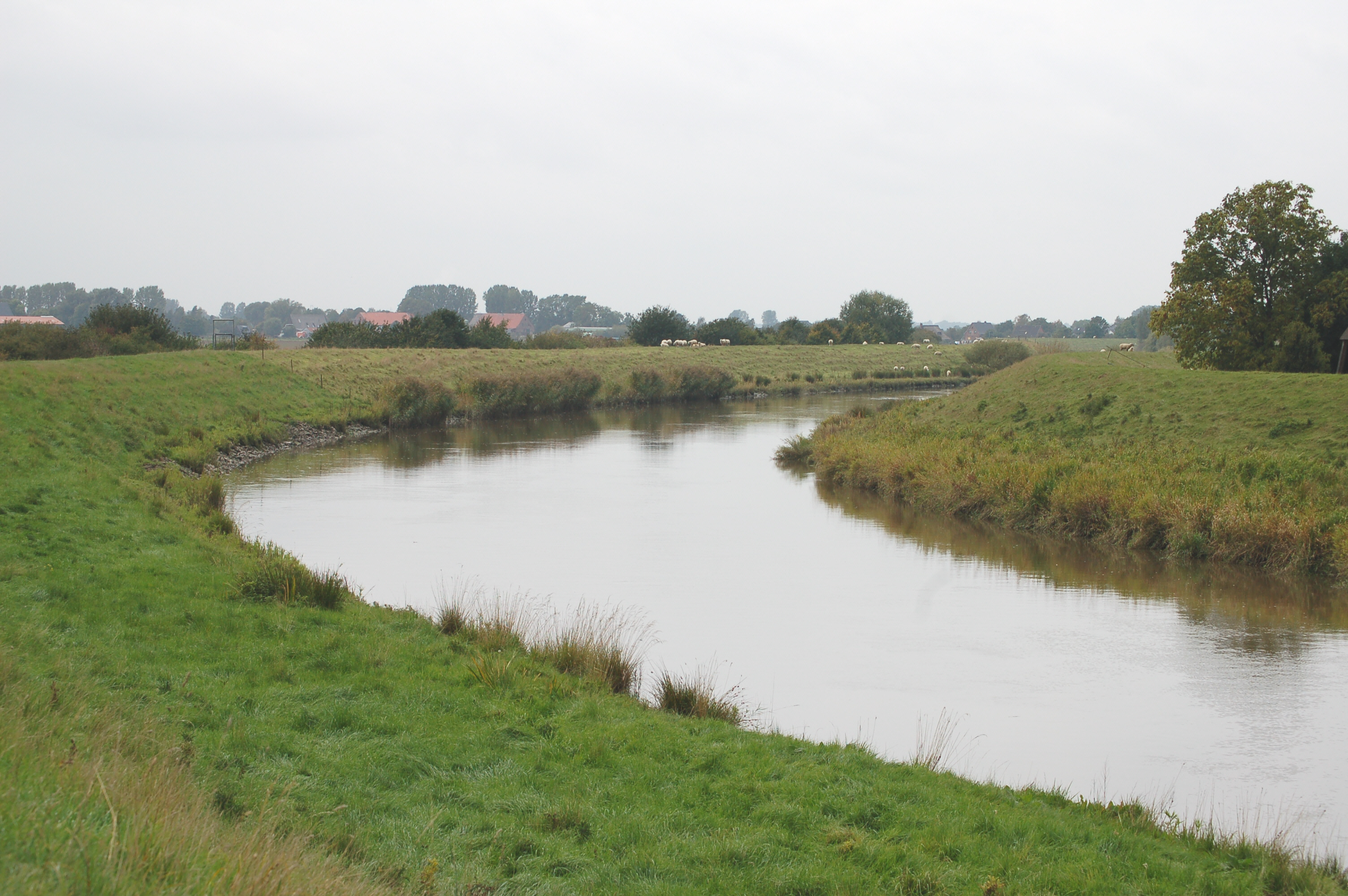
Der Pinnaubogen bei Neuendeich
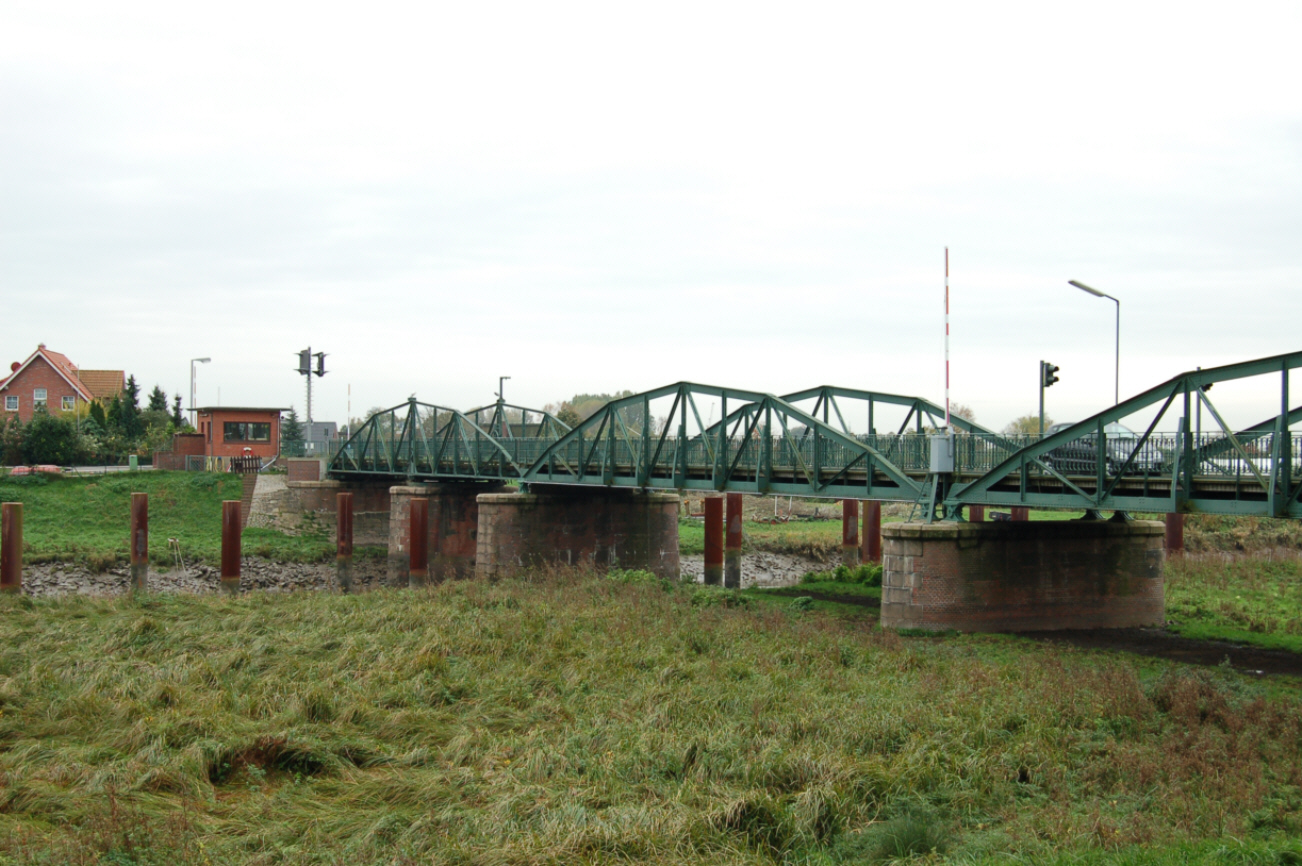
Drehbrücke Klevendeich über die Pinnau
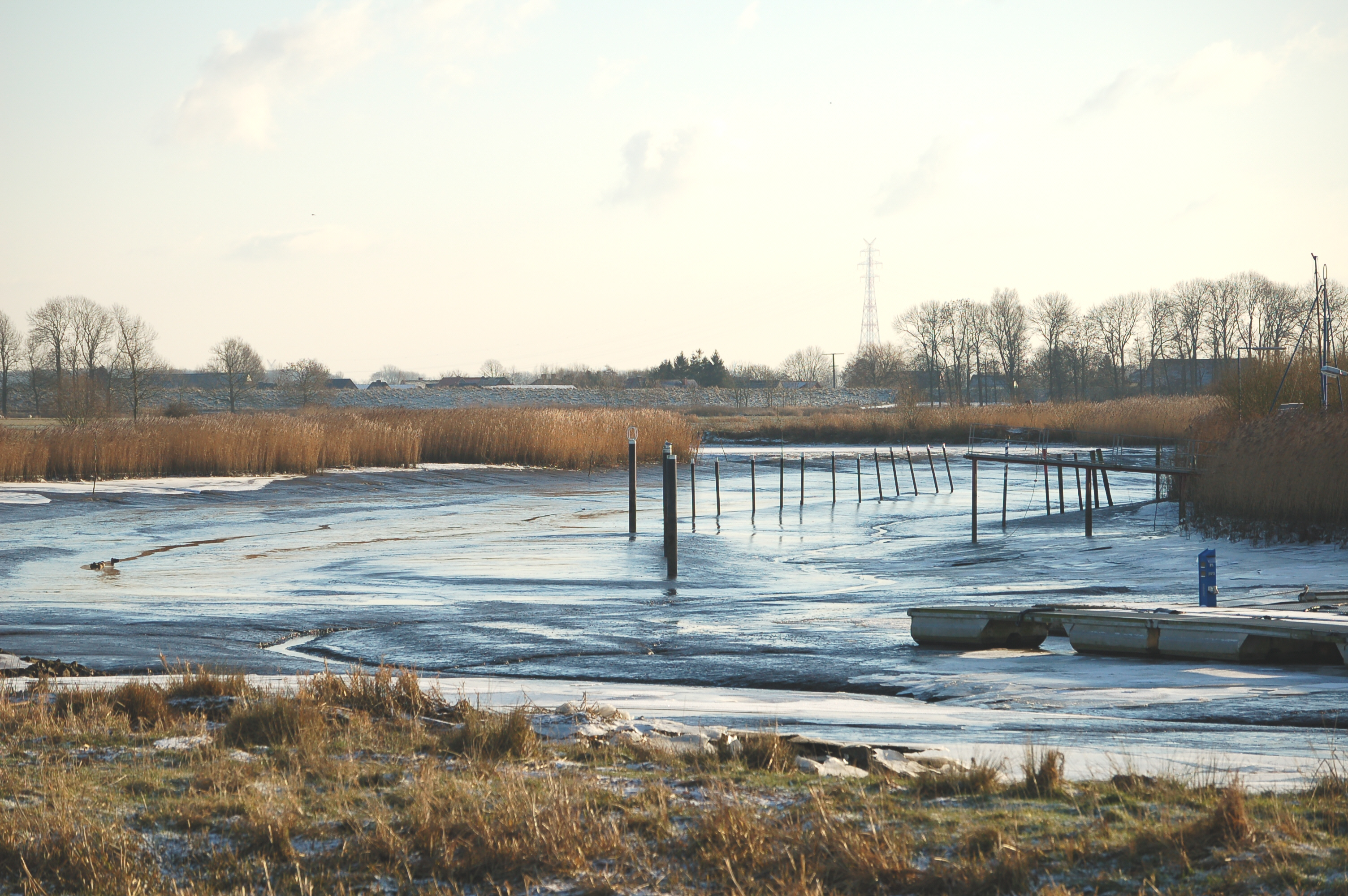
Der alte Pinnauarm beim Pinnausperrwerk
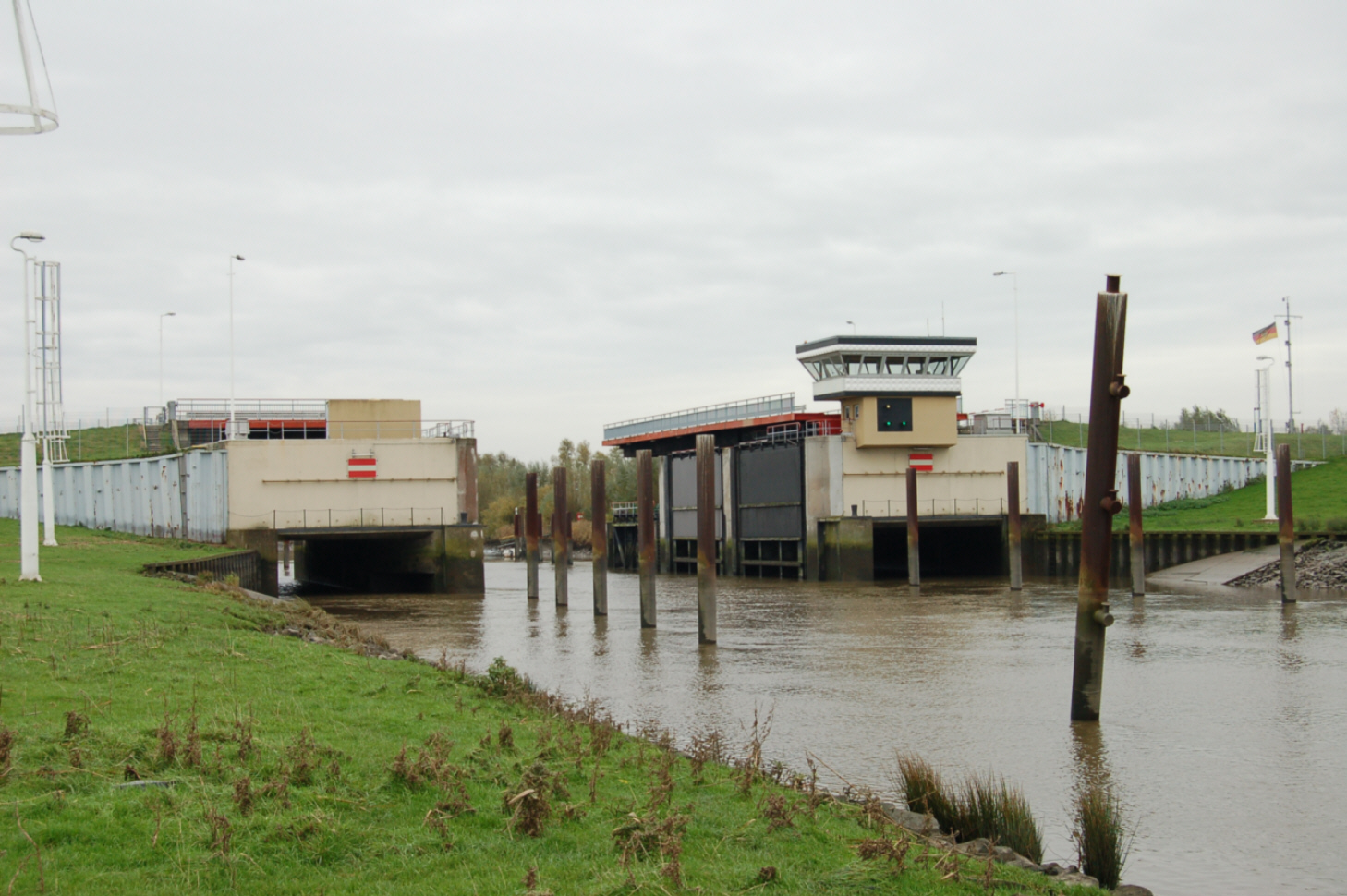
Pinnausperrwerk von 1969